# Caúcos

O Império Romano durante o reinado do imperador Adriano r., mostrando a localização dos caúcos entre os rios Weser e Elba (norte da Alemanha).

Caúcos (em latim: Chauci) foram uma populosa tribo germânica que habitou o extremo noroeste da costa da Alemanha, entre a Frísia a oeste e o estuário do rio Elba a leste. Seu nome vem do protogermânico *xabukaz, "falcão" (em alemão:  Habicht).
Como os frísios, habitavam terpen, montes artificiais erguidos sobre as grandes várzeas da região, que servia para proteger suas fazendas das cheias do mar do Norte. Seu modo de vida não era familiar aos romanos, que lhes consideravam intrigantes. Um relato importante relato a seu respeito foi feito por Plínio, o Velho, que descreveu seu hábito de caça e pesca. A evidência arqueológica, no entanto, mostra que Plínio não era tão preciso, já que os caúcos também criavam gado e tinham tropas de cavalaria.
De acordo com outra fonte romana, o historiador Tácito, eram muito respeitados entre as tribos germânicas; o autor também os descreve como pacíficos, calmos e frios, apesar dos relatos de pirataria mencionados nos Anais.